# Demi Lovato
Demetria Devonne »Demi« Lovato, bolje poznana kot Demi Lovato, ameriška pevka, plesalka, kitaristka, pianistka, tekstopiska, televizijska, gledališka ter filmska igralka in fotomodel, * 20. avgust 1992, Dallas, Teksas, Združene države Amerike.
Z igralsko kariero je Demi Lovato pričela, ko je zaigrala Angelo v seriji Barney & Friends. Najbolje je prepoznavna po vlogi Mitchie Torres v filmu Camp Rock (2008) in njegovem nadaljevanju Camp Rock 2: The Final Jam (2010) ter kot Sonny Munroe v televizijski seriji Sonny With A Chance. Zaigrala je tudi v filmu Princess Protection Program (2009). Sodelovala je pri različnih dobrodelnih prireditvah v zvezi s socialnimi in okoljevarstvenimi problemi.
Demi Lovato je kot samostojni glasbeni ustvarjalec 23. septembra leta 2008 izdala svoj prvi glasbeni album, imenovan Don't Forget. Album je pristal na drugem mestu lestvice Billboard 200 z 89,000 prodanimi izvodi v prvem tednu od izida. Od takrat je album prodal že 500.000 izvodov samo v Združenih državah Amerike in si prislužil zlato certifikacijo s strani organizacije RIAA. Demi Lovato je svoj drugi glasbeni album, imenovan Here We Go Again, izdala 21. julija leta 2009. Album je pristal na prvem mestu lestvice Billboard 200 z 108.000 prodanimi izvodi albuma v prvem tednu od izida. Svoj tretji glasbeni album, Unbroken, je izdala 20. septembra 2011.

## Življenje in kariera

### 1992–2006: Otroštvo
Demetria Devonne Lovato se je rodila v Dallasu, Teksas, Združene države Amerike, mami Dianni Hart De La Garzi in očetu Patricku Lovatu. Po očetovi strani ima mehiške korenine, po mamini pa irske in italijanske. Ima starejšo sestro Dallas Lovato in mlajšo polsestro Madison De La Garza, obe pa sta se tudi sami preizkusili v igralski industriji; njena sestra Dallas se je pojavila v videospotu za njeno pesem, »La La Land«. Njena mama je bila včasih navijačica pri Dallas Cowboys (po njih naj bi ime dobila njena starejša sestra, Dallas) in country glasbenica; ko se je leta 1994 zakon njenih staršev končal, se je njen oče preselil v Novo Mehiko.
Z igranjem klavirja je začela pri sedmih letih. S svojo igralsko kariero je Demi Lovato pričela pri sedmih letih, ko je pričela igrati Angelo v televizijski seriji Barney & Friends v sezonah sedem in osem ob Seleni Gomez, svoji dolgoletni prijateljici. V intervjuju z Ellen DeGeneres je Demi Lovato razkrila, da je v sedmem razredu postala žrtev medvrstniškega nasilja. Dejala je, da je po enem izmed zares slabih dni, ko je bila izredno žalostna, prišla domov in mamo prosila, da jo začne šolati doma. Aprila 2009 je diplomirala. V intervjuju z oddajo 20/20 leta 2011 je dejala, da ima že od osmega leta dalje »zelo nezdrav odnos s hrano«, predvsem zaradi nasilja v šoli, in da se od enajstega leta dalje samopoškoduje. Kasneje je postala govornica organizacije PACER, ki se bori proti nasilju in se je pojavila v oddaji Naslednji ameriški top model in na CNN-ju, kjer je spregovorila proti nasilju.
Leta 2006 je zaigrala Danielle Curtin v epizodi »First Down« serije Beg iz zapora. Nato je zaigrala Nicole v epizodi »Slippery When Wet« druge sezone serije Just Jordan.

### 2007–2008:Camp RockinDon't Forget
Januarja 2008 je Demi Lovato dobila vlogo Charlotte Adams v Disneyjevi seriji As the Bell Rings, ki se je prvič predvajala 26. avgusta 2007. V serijo je bilo vključenih nekaj izmed njenih pesmi, kot je na primer pesem »Shadow«.
Poleti leta 2007 je Demi Lovato odšla na avdicijo za vlogi v Disneyjevem televizijskem filmu Camp Rock in Disneyjevi televizijski seriji Sonny with a Chance v enem dnevu in obe vlogi je dobila. Vlogo v filmu Camp Rock je dobila s posnetkom, ki ga je poslala Garyju Marshu, vodji Disneyjevih zabavnih poslov, saj jo je slednji prosil, naj mu pošlje posnetek s svojo pesmijo. Zapela je pesem »Ain't No Other Man« Christine Aguilere in vodja založbe Hollywood Records, Bob Cavallo, je kasneje dejal, da je bil »izredno presenečen«. Zgodaj leta 2008 je Demi Lovato dobila glavno vlogo v filmu Camp Rock ter podpisala pogodbo z založbo Hollywood Records. V filmu Camp Rock je zaigrala štirinajstletno Mitchie Torres, dekle, ki upa, da bo postala pevka. Film se je v Združenih državah Amerike premierno predvajal 20. junija 2008 na kanalu Disney Channel. Ker si je film že ob premieri ogledalo več kot 8,9 milijona ljudi, je Demi Lovato postala zelo popularna med mladimi. Zapela je štiri pesmi s soundtracka filma Camp Rock, vključno s pesmijo »This Is Me«, duetom z Joejem Jonasom. Pesem je zasedla deveto mesto na lestvici Billboard Hot 100.
Junija in julija 2008 je nastopala v Hiši Bluesa in nato pričela s svojo prvo samostojno turnejo, Demi Live! Warm Up Tour, hkrati pa se je pripravljala tudi na izid novega albuma in koncerte v sklopu turneje Burnin' Up Tour glasbene skupine Jonas Brothers, ki se je pričela julija in končala septembra 2008. Svoj debitantski glasbeni album, Don't Forget, je Demi Lovato izdala jeseni leta 2008. Večino pesmi z albuma je napisala v sodelovanju z glasbeno skupino Jonas Brothers, svojimi soigralci iz filma Camp Rock, veliko pa jih je produciral John Fields. Člani glasbene skupine Jonas Brothers so med turnejo Look Me in the Eyes Tour napisali deset pesmi z albuma. Album sestavlja pop rock glasbeni slog, pomešan s teen popom. Takoj ob izidu je debitiral na drugem mestu lestvice Billboard 200, saj je že v prvem tednu prodal več kot 89.000 izvodov. Do danes je v Združenih državah Amerike prodal pol milijona izvodov. Kritiki so opazili podobnosti med deli glasbene skupine Jonas Brothers. Sicer so glasbeni kritiki album v glavnem hvalili; Stephen Thomas Erlewine s spletne strani Allmusic je, na primer, napisal, da je album »čudovit pop za najstnike«. Preko albuma Don't Forget so izdali tri single, »Get Back«, »La La Land« in »Don't Forget«, vsi trije pa so bili moderatno izredno uspešni. Vsi so zasedli eno izmed prvih petdesetih mest na lestvici Billboard Hot 100.
Demi Lovato je album Don't Forget med drugim promovirala tudi s pojavom v drugi epizodi ameriške oddaje Studio DC: Almost Live, nastopom na igrah Disney Channel Games 4. maja 2008 in z izvedbo pesmi »Get Back« v oddaji The Ellen DeGeneres Show 1. oktobra 2008.

### 2009–2010:Sonny with a Chance,Camp Rock 2,Here We Go Againin osebne težave
Serija Sonny With a Chance se je prvič predvajala 8. februarja 2009. V seriji je Demi Lovato zaigrala Sonny Munroe, novo članico igralske zasedbe komične serije So Random!. Junija 2009 je ob Seleni Gomez, soigralki iz serije Barney & Friends in dolgoletni prijateljici, zaigrala princeso Rosalindo v Disney Channelovem televizijskem filmu Princess Protection Program. Televizijski film je kasneje postal tretji najuspešnejši Disney Channelov film in že ob premieri si ga je ogledalo več kot 9,8 milijonov ljudi.
Demi Lovato se je kasneje pridružila skupini Disney's Friends for Change, ki promovira »okolju prijazno obnašanje« in od tedaj se je pojavila na mnogih Disney Channelovih prireditvah, s katerimi so promovirali okoljevarstvenost. Demi Lovato, Selena Gomez, Miley Cyrus in glasbena skupina Jonas Brothers so posneli pesem »Send It On«, dobrodelni singl, ki je bila tematska pesem skupine leta 2009. Pesem je debitirala na dvajsetem mestu lestvice Billboard Hot 100. Skupina Disney's Friends for Change je s pesmijo »Send It On« nastopila na več okoljevarstvenih prireditvah, ves njen dobiček pa so darovali skupini Disney Worldwide Conservation Fund. Demi Lovato in Joe Jonas sta leta 2010 posnela še drugi dobrodelni singl skupine, »Make a Wave«, ki trenutno služi za tematsko pesem skupine Disney's Friends for Change.
Leta 2009 je Demi Lovato pričela hoditi s pevcem glasbene skupine Metro Station in bratom njene prijateljice Miley Cyrus, Tracejem Cyrusom. Razšla naj bi se še istega leta meseca junija, ker sta bila preveč zaposlena.
Demi Lovato je leta 2009 pričela s turnejo Summer Tour 2009, s katero je promovirala svoj drugi glasbeni album, Here We Go Again, izdan poleti leta 2009. Album je debitiral na lestvici Billboard 200, saj je že v prvem tednu od izida prodal več kot 108.000 izvodov. Album je navdihnila akustična glasba, kot so pesmi Johna Mayerja, za razliko od pop rock glasbe z njenega prvega albuma. Album je prejel v glavnem pozitivne ocene s strani glasbenih kritikov; novinar revije Billboard je, na primer, napisal, da ima Demi Lovato »naraven talent, s katerim bi lahko resnično stopila izza senc Disneyja.« Spletna stran Allmusic je album označila za enega izmed najboljših albumov leta 2009. Glavni singl z albuma, »Here We Go Again«, je izšel 23. junija 2009. Zasedel je petnajsto mesto na lestvici Billboard Hot 100. Drugi singl z albuma, »Remember December«, je izšel 17. novembra 2009, vendar je zasedel le šesto mesto na lestvici Billboard Bubbling Under Hot 100 (stošesto mesto lestvice Billboard Hot 100).
Septembra 2009 je Demi Lovato pričela s produkcijo nadaljevanja filma Camp Rock, film Camp Rock 2: The Final Jam. Film je izšel 3. septembra 2010 in že premiero si je ogledalo več kot 8 milijonov ljudi. Marca 2010 je Demi Lovato postala ena izmed mnogih zvezdnikov, ki so promovirali kampanjo »Nadaljuj« (»Be Counted«) organizacije Voto Latino. Demi Lovato je leta 2010 izdala drugo sezono serije Sonny with a Chance in zaigrala najstniško pacientko Haley, katere starši mislijo, da ima shizofrenijo, v seriji Talenti v belem. V oceni tiste epizode jo je novinar spletne strani EW.com pohvalil: »Še vedno verjamem, da je, čeprav bi nepristranski opazovalec menil, da je samo še ena Disneyjeva princeska, opravila odlično delo z upodobitvijo šestnajstletnice, ki je priznala, da si je skušala iztakniti oči.«
Demi Lovato je marca 2010 pričela hoditi s svojim soigralcem iz filmov Camp Rock, Joejem Jonasom, ki ga je spoznala leta 2007. Razšla sta se maja tistega leta. V intervjuju z revijo UsMagazine je Joe Jonas ob razhodu dejal: »Z Demi sva vedela, da najino razmerje ne bo najlažje. Čez čas sem spoznal, da imam rad najino prijateljstvo. Jaz sem se odločil za razhod, vendar jo imam še vedno rad kot prijateljico. Ko sem jo potreboval, je bila ob meni. Nadaljevala bova s prijateljstvom in ko me bo potrebovala, bom ob njej.« Njena turneja South American Tour je bila njena prva svetovna samostojna turneja. Turneja se je pričela v Santiagu, Čile, 23. maja 2010. V sklopu turneje je priredila samo štiri koncerte in turneja se je končala po petih dneh, 28. maja 2010 v São Paulu, Brazilija. Kljub temu je s turnejo zaslužila več kot 1 milijon $.
Demi Lovato je leta 2010 kot posebni gost nastopila na turneji Jonas Brothers Live in Concert glasbene skupine Jonas Brothers. Turnejo je zapustila 30. oktobra 2010 ter odšla v neko zdravstveno ustanovo, katere ime je bilo takrat še neznano, kjer se je zdravila zaradi psihičnih in čustvenih težav. Veliko medijev je poročalo, da se je za zdravljenje odločila potem, ko je udarila spremljevalno plesalko glasbene skupine Jonas Brothers, Alex Welch, med letom iz Bogote, Kolumbija, saj naj bi verjela, da je plesalka menedžerje turneje obvestila o njenem neprimernem vedenju prejšnjo noč, zaradi česar se je morala soočiti s svojimi menedžerji in očimom Eddiejem de la Garzo. Kasneje so poročali, da je pravi razlog za to, da je odšla v zdravljenje, odvisnost od drog, vendar je Demi Lovato nazadnje potrdila, da je v zdravljenje odšla zaradi samopoškodovanja in motenj hranjenja. Demi Lovato se je decembra leta 2010 z Alex Welch dogovorila o plačilu zaradi čustvene škode, ki ji jo je napravila s pretepom; del tega plačila je Alex Welch donirala dobrodelnim organizacijam. 28. januarja 2011 so poročali, da je Demi Lovato zapustila zdravstveno ustanovo in zaključila z zdravljenjem.
Demi Lovato se je po zdravljenju prvič pojavila v javnosti, ko je na kanalu ABC opravila intervju z Robin Roberts. Intervju so predvajali v oddajah 20/20 in Good Morning America 22. aprila 2011. V intervjuju je priznala, da je v zdravljenje odšla zaradi bulimije in samopoškodovanja ter da je ostajala v zdravstveni ustanovi Timberline Knolls v Illinoisu, kamor je odšla na pobudo družine in menedžerjev, ki so po pretepu z Alex Welch pri tem vztrajali. Njeno stanje se je poslabšalo med turnejo, saj je tam »nastopala s praznim želodcem … Svoj glas sem izgubljala zaradi bruhanja. Jemala sem veliko odvajal. Takrat nisem vzemala zdravil proti depresiji in čustveno sem postala zelo izmučena, zato pa sem se znesla nad nekom, ki mi je pomenil veliko.« Demi Lovato je kasneje dejala, da obžaluje svoja dejanja: »Prevzemam stoodstotno, celotno odgovornost...« V nekem drugem intervjuju je dejala, da je »pravzaprav doživela živčni zlom,« in da so ji med zdravljenjem diagnosticirali bipolarno motnjo.
Demi Lovato je julija 2010 objavila, da je začela delati na svojem tretjem glasbenem albumu. Povedala je: »Novi album bo vseboval malo več pop glasbe in bo bolj R&B usmerjen. Vanj sem vložila več svoje duše. Mojo glasbo trenutno navdihujeta Keri Hilson in Rihanna […] Na koncu se je izkazalo, da bo album zares neverjeten in upam, da bo všeč tudi mojim oboževalcem.«

### 2011–danes:Unbroken
Demi Lovato ne bo več igrala v televizijski seriji Sonny with a Chance in dejala je, da se bo osredotočila na svojo glasbeno kariero, saj je za njo »tako rekoč zelo žalostno poglavje mojega življenja, ki se je končalo in sedaj je primeren čas, da napredujem na naslednjo stopnjo … Mislim, da vrnitev k seriji Sonny ne bi bila zdrava za moje okrevanje … Pred kamerami bi postala živčna.« Da bi razširila ozaveščanje o težavah, podobnih njenim, je pričela pisati za revijo Seventeen. V svojih člankih govori o zasebnih težavah in o kampanji »Ljubezen je močnejša od pritiska popolnosti« (»Love is Louder than the Pressure to Be Perfect«), namenjeni pa so najstniškim dekletom.
Njen tretji glasbeni album, Unbroken, je izšel 20. septembra 2011. Potem, ko je Demi Lovato prišla iz zdravljenja, je producent Timbaland izrazil željo po sodelovanju z njo. Julija 2011 sta potrdila, da delata na duetu. Prvi singl z albuma, pesem »Skyscraper«, je izšel 12. julija 2011. Singl je postal njena prva pesem, ki je pristala med prvimi desetimi pesmimi na lestvici Billboard Hot 100, kjer je debitiral na desetem mestu. Pravice za pesem Skyscraper je leta 2019 pridobil tudi Jožef Sraka, ki jo je izdal kot svoj prvi singl.(COBISS) Naslednji singl z albuma je pesem »Who's That Boy«, duet s pevko Dev.
Leta 2017 je na YouTubu objavila dokumentarni film o svojem življenju z naslovom Demi Lovato: Simply Complicated, v katerem je razkrila, da jo privlačijo tako moški kot ženske.

## Vplivi
Demi Lovato je oboževalka heavy metala in glasbenih skupin, kot so Maylene and the Sons of Disaster, Abigail Williams, The Devil Wears Prada in Job for a Cowboy.

## Filmografija
| Filmi                           | Filmi                                               | Filmi                                                   | Filmi                                                  |
| Leto                            | Naslov                                              | Vloga                                                   | Opombe                                                 |
| ------------------------------- | --------------------------------------------------- | ------------------------------------------------------- | ------------------------------------------------------ |
| 2009                            | Jonas Brothers: The 3D Concert Experience           | Ona                                                     | 3D koncertni film                                      |
| 2012                            | Demi Lovato: Stay Strong                            | Ona                                                     | Glavna vloga                                           |
| 2017                            | Smurfs: The Lost Village                            | Smurfette                                               | Glasovna vloga                                         |
| 2017                            | Demi Lovato: Simply Complicated                     | Ona                                                     | Glavna vloga                                           |
| 2018                            | Charming                                            | Lenore Quinonez                                         | Glasovna vloga                                         |
| 2020                            | Eurovision Song Contest: The The Story of Fire Sage | Katiana Lindsdóttir                                     | Stranska vloga                                         |
| 2021                            | Demi Lovato: Dancing with the Devil                 | Ona                                                     | Glavna vloga                                           |
| Televizijski filmi              |                                                     |                                                         |                                                        |
| Leto                            | Naslov                                              | Vloga                                                   | Opombe                                                 |
| 2008                            | Camp Rock                                           | Mitchie Torres                                          | Disney Channelov originalni film                       |
| 2009                            | Princess Protection Program                         | Princesa Rosalinda Maria Montoya Fiore / Rosie Gonzalez | Disney Channelov originalni film                       |
| 2010                            | Camp Rock 2: The Final Jam                          | Mitchie Torres                                          | Disney Channelov originalni film                       |
| Naravnost na DVD                |                                                     |                                                         |                                                        |
| Leto                            | Naslov                                              | Vloga                                                   | Opombe                                                 |
| 2010                            | Scooby-Doo! Camp Scare                              | Lux                                                     |                                                        |
| Televizija                      |                                                     |                                                         |                                                        |
| Leto                            | Naslov                                              | Vloga                                                   | Opombe                                                 |
| 2003–2004                       | Barney & Friends                                    | Angela                                                  | Stranska vloga                                         |
| 2007–2008                       | As The Bell Rings                                   | Charlotte Adams                                         | Gostivalni pojav, epizoda »Charlotte in the Halls«     |
| 2009–2011                       | Sonny With a Chance                                 | Allison Sonny" Munroe                                   | Glavna vloga                                           |
| Gostovalni pojavi na televiziji |                                                     |                                                         |                                                        |
| Leto                            | Naslov                                              | Vloga                                                   | Opombe                                                 |
| 2006                            | Beg iz zapora                                       | Danielle Curtin                                         | (1 epizoda) »First Down«                               |
| 2008                            | Just Jordan                                         | Nicole                                                  | (1 epizoda) »Slippery When Wet«                        |
| 2008                            | Jonas Brothers: Living the Dream                    | Ona                                                     | Sezona 1, epizoda 3                                    |
| 2008                            | Studio DC: Almost Live                              | Ona                                                     | Druga oddaja                                           |
| 2008                            | Disney Channel Games 2008                           | Ona                                                     | Tretja obletnica                                       |
| 2008                            | Disney Channel's Totally New Year 2008              | Ona                                                     | Disney Channelov posebni novoletni dogodek             |
| 2010                            | Talenti v belem                                     | Hayley                                                  | (1 epizoda) »Shiny Happy People«                       |
| 2010                            | Popolna preobrazba doma                             | Ona                                                     | (1 epizoda) Gostovalni pojav                           |
| 2010                            | CNN                                                 | Ona                                                     | Gostovalni pojav                                       |
| 2010                            | Naslednji ameriški top model                        | Ona                                                     | (1 epizoda) Gostovalni pojav                           |
| 2010-2011                       | Extreme Makeover: Home Edition                      | Ona                                                     | Epizodi: "The Williams Family" in "The McPhail Family" |
| 2012                            | This Is How I Made It                               | Ona                                                     | Epizoda: "Demi Lovato and B.o.B"                       |
| 2012-2013                       | The X Factor (American TV series)                   | Menor                                                   | Sezona 2-3                                             |
| 2013-2014                       | Glee (TV - serija)                                  | Dani                                                    | 5 sezona (4 epizode)                                   |
| 2015                            | Saturday Night Live                                 | Ona                                                     | Epizoda: "Tracy Morgan/Demi Lovato"                    |
| 2015                            | We Day                                              | Gostiteljica                                            | 10 izvedba                                             |
| 2015                            | RuPaul's Drag Race                                  | Ona/gostujoča žirantka                                  | Epizoda: "Divine Inspiration"                          |
| 2015                            | From Dusk till Dawn: The Series                     | Maia                                                    | 2 epizodi                                              |
| 2017                            | The Voice (American TV series)                      | Ona/glasbena gostja                                     | Epizoda: "Live Finale Results"                         |
| 2017                            | Project Runway                                      | Ona                                                     | Epizoda: "We're sleeping wear?" (16 sezona)            |
| 2018                            | Dr. Phil (talk show)                                | Ona                                                     | Epizoda: "Demi Lovato: Up Close and Personal"          |

## Diskografija
- 2008: Don't Forget
- 2009: Here We Go Again
- 2011: Unbroken
- 2013: Demi
- 2015: Confident
- 2017: Tell Me You Love Me
- 2021: Dancing with the Devil... the Art of Starting Over
- 2022: Holy Fvck

## Turneje
- Demi Lovato: Live in Concert (2009-2010)
- A Special Night with Demi Lovato (2011-2013)
- The Neon Lights Tour (2014)
- Demi World Tour (2014-2015)
- Future Now Tour (2016) (z Nick Jonas)
- Tell Me You Love Me World Tour (2018)

## Nagrade in nominacije
| Leto | Nagrada                                    | Kategorija                                                             | Delo                        | Osvojila?  |
| ---- | ------------------------------------------ | ---------------------------------------------------------------------- | --------------------------- | ---------- |
| 2009 | Young Artist Awards                        | »Najboljši nastop glavne igralke v televizijskem filmu«                | Camp Rock                   | Ne         |
| 2009 | Teen Choice Awards                         | »Televizijska izbira - preboj ženske zvezdnice«                        | Sonny With a Chance         | Da         |
| 2009 | Teen Choice Awards                         | »Izbira glasbe - turneja« (skupaj z Davidom Archuleto)                 | Summer Tour 2009            | Da         |
| 2009 | Teen Choice Awards                         | »Izbira ostalih stvari - ženska ikona rdeče preproge«                  | Ona                         | Ne         |
| 2009 | Teen Choice Awards                         | »Poletna izbira - ženska televizijska zvezda«                          | Princess Protection Program | Ne         |
| 2009 | ALMA Awards                                | »Posebni dosežki v glasbi - glasba«                                    | Ona                         | Nominirana |
| 2009 | Nickelodeon Australian Kids' Choice Awards | »Mednarodna ženska pevka«                                              | Ona                         | Ne         |
| 2010 | People's Choice Awards                     | »Najboljši preboj glasbenega ustvarjalca«                              | Ona                         | Ne         |
| 2010 | Young Artist Award                         | »Najboljši preboj glavne igralke v miniseriji ali televizijskem filmu« | Princess Protection Program | Ne         |
| 2010 | Teen Choice Award                          | »Izbira televizijske komične igralke«                                  | Sonny With A Chance         | Ne         |
| 2010 | Teen Choice Award                          | »Izbira preboja ustvarjalca: Ženska«                                   | Ona                         | Ne         |
| 2010 | Teen Choice Award                          | »Izbira pop albuma«                                                    | Here We Go Again            | Ne         |
| 2010 | Teen Choice Award                          | »Izbira ljubezenske pesmi«                                             | Catch Me                    | Ne         |
| 2010 | Teen Choice Award                          | »Izbira glasbenega sodelovanja« (skupaj z We The Kings)                | We'll Be a Dream            | Ne         |
| 2010 | Honorary Ambassador of Education Award     |                                                                        | Ona                         | Da         |
| 2010 | Teen Icon Awards                           | »Ikona trojne grožnje«                                                 | Ona                         | Da         |
| 2011 | People's Choice Awards                     | »Najljubša televizijska gostovalna zvezdnica«                          | Talenti v belem             | Da         |
| 2011 | Teen Choice Awards                         | »Izbira televizijske igralke: Komedija«                                | Sonny with a Chance         | Ne         |
| 2011 | Teen Choice Awards                         | »Izbira uporabnika Twitterja«                                          | Ona                         | Ne         |
| 2011 | Teen Choice Awards                         | »Izbira poletja: Glasbena zvezda - Ženska«                             | Ona                         | Ne         |
| 2011 | Teen Choice Awards                         | »Izbira poletja: Pesem«                                                | »Skyscraper«                | Da         |
| 2011 | Teen Choice Awards                         | »Nagrada za aktivnost«                                                 | Ona                         | Da         |
| 2011 | Do Something                               | »TV zvezda«                                                            | Sonny With A Chance         | Da         |
| 2011 | Do Something                               | »Poletna pesem« (skupaj z Joejem Jonasom)                              | »Make A Wave«               | Da         |
| 2011 | Alma Awards                                | »Najljubša televizijska igralka - Glavna vloga v komediji«             | Sonny With A Chance         | Da         |